# 李昭皇
李昭皇（りしょうこう、越: Lý Chiêu Hoàng）は、李朝の第9代皇帝（在位：1224年 - 1226年）。ベトナムで唯一の女帝といわれる。第8代皇帝恵宗の次女で、陳朝の初代皇帝太宗の皇后。諱は仏金または天馨だが、姓と諡を合わせた李昭皇の名で呼ばれることが多い。

## 経歴
建嘉4年（1224年）、父の恵宗が陳守度によって皇位を廃されると、その後釜としてわずか7歳で擁立されることとなった。天彰有道2年（1225年）、陳守度の従甥に当たる陳煚と結婚することを余儀なくされる。同年12月12日（1226年1月11日）、皇位を陳煚（陳朝の太宗）に禅譲することを余儀なくされ、李朝は完全に滅亡した。なお、李朝の皇族は、昭皇とその姉の李氏莹を除いて、全て陳守度によって殺害されている。
そして李昭皇も天応政平6年（1237年）、夫となった太宗との間に夭逝した長男以降なかなか子供が生まれないことを理由に離別させられ、別の貴族の男へ降嫁させられた。太宗はその後、陳守度の策動で、太宗の兄の陳柳に嫁いでいた昭皇の姉の李氏莹を強引に離婚させ、皇后として迎えている。再婚後には一男一女をもうけた。